# Mura di Fiesole
La Mura di Fiesole sono l'antico sistema difensivo della città. 

## Storia e descrizione
Furono costruite durante il IV secolo a.C. a secco con grandi blocchi squadrati di pietra serena locale disposti in filari regolari, raggiungevano in alcuni punti un'altezza di ca 5 metri e uno spessore alla base di 2,5 metri. La cinta muraria si sviluppava per una lunghezza di ca. 2,5 km, circondando i due colli di San Francesco e Sant'Apollinare su cui si estendeva la città etrusca. L'imponente cinta muraria e il sistema di terrazzamenti interni conferivano allo spazio urbano un aspetto scenografico tipico dell'architettura etrusca tardo ellenistica.
È particolarmente ben conservato il tratto in via delle Mura etrusche, sul versante nord, mentre su quello sud, rivolto a Firenze, restano solo alcune tracce inglobate in alcuni edifici, come a villa Bencistà.

### Porte
La collocazione delle porte della cinta muraria è incerta, ma è probabile che l'ingresso nord della città fosse nel tratto di via delle Mura Etrusche, in corrispondenza di via di Riorbico, che ripercorre il tracciato di un percorso antico che giungeva da nord ed attraversava la città uscendo poi dalla porta meridionale, collocata probabilmente lungo l'attuale via Vecchia Fiesolana all'altezza di via degli Angeli. Una delle porte orientali della cinta muraria era probabilmente sul tragitto dell'attuale via Matteotti, un'altra si trovava lungo l'attuale via Adriano Mari, sul versante orientale del colle di Sant'Apollinare, dove si conserva un lungo tratto dell'imponente cinta, che doveva correre grossomodo in corrispondenza dell'attuale via Montececeri.
Le mura furono distrutte e ricostruite più volte in epoca romana e medievale e infine abbandonate dopo la conquista della città da parte dei fiorentini nel 1125.